# 弗朗西斯科·德保拉·罗德里格斯·阿尔维斯
弗朗西斯科·德·保拉·罗德里格斯·阿尔维斯（葡萄牙語：Francisco de Paula Rodrigues Alves，1848年7月7日—1919年1月16日），巴西政治家，他1887年担任圣保罗省（现为州）主席，在1890年代任国库部长，1902年当选巴西总统。
執政期間，他對首都里約熱內盧進行大量的改建和美化，使城市公共衛生徹底改觀。他在1918年当选第二个任期总统，但因西班牙流感于1919年1月16日去世，后由副总统德尔芬·莫雷拉继任。
罗德里格斯·阿尔维斯生于圣保罗的瓜拉廷格塔，1870年他作为一名律师毕业于圣保罗的Faculdade de Direito do Largo de São Francisco。他从1866年至1870年在家乡议会开始公职生涯，1870年他担任检察官，1872年他当上了省众院议员直到1879年。在巴西帝国期间，他从1887年到1888年任圣保罗省省长。宣布共和国之后，他是制宪会议成员，还参加了众议院（1893/1891）。他从1891年至1892年和从1894年至1896年两次任财政部长。从1900年5月1日至1902年2月13日他第二次任圣保罗州州长，之后2月13日他辞职竞选巴西总统。
| 前任： 曼努埃爾·坎波斯·薩萊斯          | 巴西总统     | 繼任： 阿方索·莫雷拉·佩納                               |
| 前任： 费尔南多·普雷斯特斯·德·阿布奎基 | 圣保罗州州长 | 繼任： 贝纳迪诺·若泽·德·坎波斯·朱尼奥尔(Albuquerque)    |
| 前任： 曼努埃尔·华金·德·阿布奎基·林斯  | 圣保罗州州长 | 繼任： 阿尔蒂诺·阿兰特斯·马奎斯(Altino Arantes Marques) |